# Emmanuel von Mensdorff-Pouilly

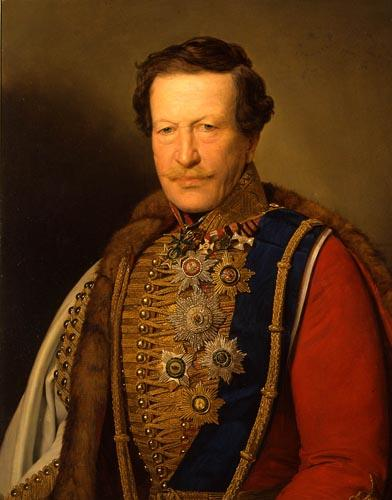
Emmanuel Graf von Mensdorff-Pouilly, "kaiserlich-königlicher General der Cavallerie"

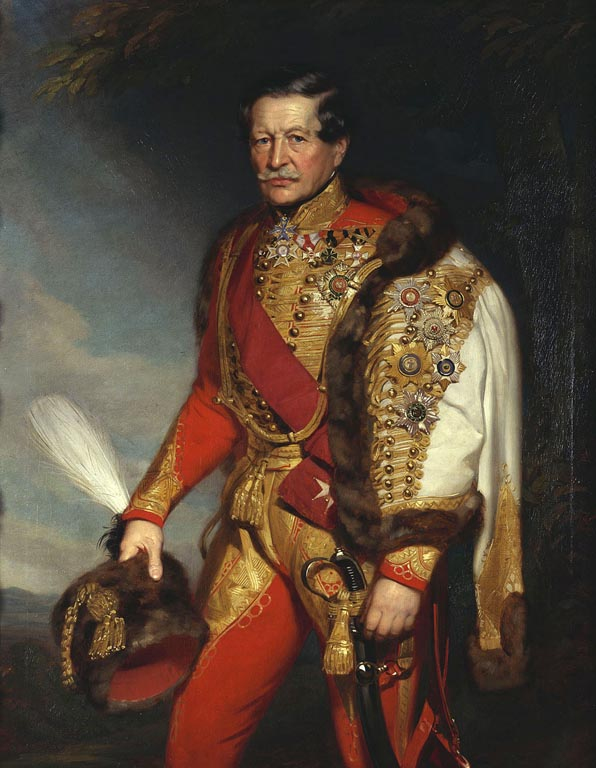
Emmanuel Graf von Mensdorff-Pouilly in Oostenrijks attila

Graaf Emmanuel von Mensdorff-Pouilly (Pouilly, 24 januari 1777 - Wenen, 28 juni 1852) was een Frans aristocraat en militair. Hij werd door de Franse Revolutie uit zijn land verdreven, maar bracht het tot Oostenrijks veldmaarschalk-luitenant (Feldmarschallleutnant).
Hij droeg tal van onderscheidingen waaronder de Militaire Orde van Maria Theresia, het ster en het kruis van een commandeur Ie Klasse in de Militaire Orde van Sint-Hendrik en het Oostenrijkse Kanonnenkruis. Hij droeg ook de Orde Pour le Mérite en het grootkruis van de Saksen-Ernestinische Huisorde.
Hij was de vader van Alexander von Mensdorff-Pouilly.